# Darko Brašanac
Darko Brašanac (cyr. Дарко Брашанац; ur. 12 lutego 1992 w Čajetinie) – serbski piłkarz grający na pozycji pomocnika, reprezentant kraju. Od 2019 roku gra w klubie CA Osasuna.

## Kariera
W 2010 roku dołączył do pierwszej drużyny FK Partizan. W rozgrywkach Super liga Srbije zadebiutował 14 marca 2010 w wygranym 2:0 wyjazdowym meczu przeciwko Hajdukowi Kula. Na boisko wszedł w 80. minucie, zmieniając Cléo. W sezonie 2011/2012 przebywał na wypożyczeniu w FK Smederevo. Pierwszego ligowego gola zdobył 4 marca 2012 w spotkaniu przeciwko FK BSK Borča (1:0 dla Smedereva).
W reprezentacji Serbii zadebiutował 4 września 2015 w meczu przeciwko Armenii.